# فیلم‌شناسی کریستوفر نولان

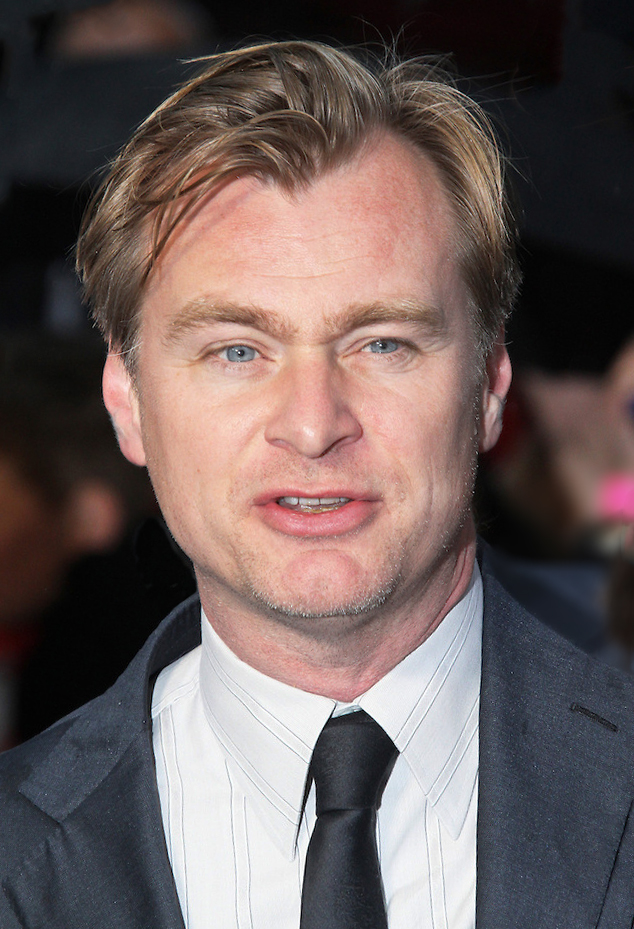
نولان در نمایش فیلم مرد پولادین، ۲۰۱۳

کریستوفر نولان کارگردان، تهیه‌کننده و فیلم‌نامه‌نویس آمریکایی-بریتانیایی است. نخستین فیلم او تعقیب (۱۹۹۸) بود که با بودجه ۶٬۰۰۰ دلاری ساخته شد. دو سال بعد، او فیلم روانشناختی و هیجانی یادگاری (۲۰۰۰) را کارگردانی کرد که در آن گای پیرس نقش شخصی که از فراموشی جلورونده رنج می‌برد و دنبال قاتل زنش بود را بازی می‌کرد. این فیلم نخستین همکاری او با فیلم‌بردار والی فیستر بود. مانند فیلم نخست او، نحوه روایت این فیلم خطی نبود و هر بخش داستان در فیلم قرار گرفته بود. این فیلم توسط منتقدان ستوده شد و با موفقیت تجاری همراه بود. نولان برای این فیلم، نخستین بار نامزد دریافت جایزهٔ از انجمن صنفی کارگردانان آمریکا شد و برای نویسندگی نیز فیلم نامزد جایزه اسکار بهترین فیلم‌نامه غیراقتباسی شد. او سپس فیلم بی‌خوابی (۲۰۰۲) را بازسازی کرد که آل پاچینو، رابین ویلیامز و هیلاری سوانک در آن حضور داشتند. این نخستین فیلم او تحت انتشار برادران وارنر بود که با موفقیت تجاری همراه شد.
در سال ۲۰۰۵، نولان فیلم ابرقهرمانی وارنر، بتمن آغاز می‌کند را کارگردانی کرد که کریستین بیل در آن نقش بتمن را بازی می‌کرد و فیلم داستان زندگی بتمن را نشان می‌داد. سال بعد، او فیلم پرستیژ (۲۰۰۶) را کارگردانی کرد که در آن کریستین بیل و هیو جکمن نقش دو شعبده‌باز رقیب در قرن نوزدهم را بازی می‌کردند. فیلم بعدی او دنباله بتمن آغاز می‌کند با عنوان شوالیه تاریکی بود، که در آن بیل دوباره نقش بتمن و هیث لجر نقش جوکر را بازی کرد. این فیلم در سراسر جهان بیش از ۱ میلیارد دلار فروش کرد و پرفروش‌ترین فیلم ۲۰۰۸ شد. این فیلم در هشتاد و یکمین دوره جوایز اسکار نامزد دریافت هشت جایزه شد و نولان برای دومین بار نامزد دریافت جایزه انجمن کارگردانان آمریکا شد. در سال ۲۰۱۰ او فیلم سرآغاز با بازی لئوناردو دی‌کاپریو که نقش یک دزد که با وارد شدن به ذهن افراد افکار آن‌ها را می‌دزدد را کارگردانی کرد. این فیلم نامزد جایزه‌های بهترین فیلم در جوایز اسکار، جوایز فیلم بفتا و جوایز گلدن گلوب شد. با این فیلم، نولان برای سومین بار در انجمن کارگردانان آمریکا نامزد شده بود.
دو سال بعد، او دنباله شوالیه تاریکی با عنوان شوالیه تاریکی برمی‌خیزد (۲۰۱۲) را کارگردانی کرد که سراسر جهان بیش از ۱ میلیارد دلار فروش کرد. او این روند را با تهیه‌کنندگی فیلم ابرقهرمانی مرد پولادین (۲۰۱۳) به کارگردانی زک اسنایدر و کارگردانی فیلم علمی-تخیلی میان‌ستاره‌ای (۲۰۱۴) با بازیگری متیو مک‌کانهی، ان هتوی و جسیکا چستین ادامه داد. میان‌ستاره‌ای برنده جایزه ساترن بهترین فیلم علمی-تخیلی شد. در ۲۰۱۷، نولان فیلم ستوده‌شده دانکرک را کارگردانی کرد که برای آن نخستین بار نامزد دریافت جایزه اسکار بهترین کارگردانی شد. او فیلم جاسوسی تنت (۲۰۲۰) به بازیگری جان دیوید واشینگتن، رابرت پتینسون و الیزابت دبیکی را کارگردانی کرد.
کار بعدی او، اوپنهایمر (۲۰۲۳)، یک فیلم زندگی‌نامه‌ای دربارهٔ زندگی جی. رابرت اوپنهایمر با بازیگری کیلین مورفی در نقش اصلی بود.

## فیلم‌های بلند
| سال  | عنوان                  | کارگردان | نویسنده | تهیه‌کننده | توضیحات             | منابع         |
| ---- | ---------------------- | -------- | ------- | --------- | ------------------- | ------------- |
| ۱۹۹۸ | تعقیب                  | آری      | آری     | آری       | تدوین‌گر و فیلم‌بردار | [ ۲۷ ]        |
| ۲۰۰۰ | یادگاری                | آری      | آری     | نه        |                     | [ ۲۷ ] [ ۲۸ ] |
| ۲۰۰۲ | بی‌خوابی                | آری      | نه      | نه        |                     | [ ۲۷ ] [ ۲۸ ] |
| ۲۰۰۵ | بتمن آغاز می‌کند        | آری      | آری     | نه        |                     | [ ۲۷ ] [ ۲۸ ] |
| ۲۰۰۶ | پرستیژ                 | آری      | آری     | آری       |                     | [ ۲۷ ] [ ۲۸ ] |
| ۲۰۰۸ | شوالیه تاریکی          | آری      | آری     | آری       |                     | [ ۲۷ ] [ ۲۸ ] |
| ۲۰۱۰ | تلقین                  | آری      | آری     | آری       |                     | [ ۲۷ ] [ ۲۸ ] |
| ۲۰۱۲ | شوالیه تاریکی برمی‌خیزد | آری      | آری     | آری       |                     | [ ۲۷ ] [ ۲۸ ] |
| ۲۰۱۳ | مرد پولادین            | نه       | داستان  | آری       |                     | [ ۲۷ ] [ ۲۹ ] |
| ۲۰۱۴ | میان‌ستاره‌ای            | آری      | آری     | آری       |                     | [ ۲۷ ] [ ۲۸ ] |
| ۲۰۱۷ | دانکرک                 | آری      | آری     | آری       |                     | [ ۲۷ ] [ ۲۸ ] |
| ۲۰۲۰ | تنت                    | آری      | آری     | آری       |                     | [ ۱۰ ] [ ۳۰ ] |
| ۲۰۲۳ | اوپنهایمر              | آری      | آری     | آری       |                     | [ ۳۱ ]        |
| ۲۰۲۶ | ادیسه                  | آری      | آری     | آری       |                     | [ ۳۲ ]        |

تهیه‌کننده اجرایی
| سال  | عنوان                            | توضیحات                   | منابع         |
| ---- | -------------------------------- | ------------------------- | ------------- |
| ۲۰۱۴ | تعالی                            |                           | [ ۲۷ ] [ ۲۸ ] |
| ۲۰۱۶ | بتمن در برابر سوپرمن: طلوع عدالت |                           | [ ۲۷ ] [ ۲۸ ] |
| ۲۰۱۷ | لیگ عدالت                        |                           | [ ۲۷ ] [ ۲۸ ] |
| ۲۰۱۹ | نقش عروسک                        | فیلم کوتاه پویانمایی      | [ ۳۳ ]        |
| ۲۰۲۱ | لیگ عدالت زک اسنایدر             | برش کارگردان از لیگ عدالت | [ ۳۴ ]        |

## فیلم‌های کوتاه
| سال  | عنوان    | کارگردان | نویسنده | تهیه‌کننده | توضیحات                                  | منابع         |
| ---- | -------- | -------- | ------- | --------- | ---------------------------------------- | ------------- |
| ۱۹۸۹ | تارانتلا | آری      | آری     | آری       | عرضه‌نشده                                 | [ ۲۷ ] [ ۲۸ ] |
| ۱۹۹۶ | لارکنی   | آری      | آری     | آری       | عرضه‌نشده                                 | [ ۲۷ ] [ ۲۸ ] |
| ۱۹۹۷ | دودلباگ  | آری      | آری     | آری       | تدوین‌گر و فیلم‌بردار                      | [ ۲۷ ]        |
| ۲۰۱۵ | کی       | آری      | نه      | آری       | تدوین‌گر، فیلم‌بردار و نویسنده مستند کوتاه | [ ۲۷ ]        |

## یادداشت
1. ↑  نولان در میانه دهه ۱۹۹۰ میلادی یک نمایه به نام لری ماهونی کارگردانی کرد، اما لغو شد و هرگز منتشر نشد.[۲]